# Konversation
Konversation – klient IRC dla środowiska graficznego KDE udostępniany na licencji GPL. Jest rozwijany w ramach KDE Extragear, co oznacza, że jego cykl wydawniczy jest niezależny od KDE. Konversation jest domyślnym klientem IRC w wielu głównych dystrybucjach Linuksa np. w openSUSE oraz w Fedorze w wersji ze środowiskiem KDE. Konversation wspiera połączenia IPv6. Oferuje wsparcie dla SSL. Wspiera także szyfrowanie Blowfish. Konversation cechuje się automatyczną detekcją UTF-8 oraz umożliwia używanie innych kodowań na różnych kanałach. Wspiera również OSD dla powiadomień oraz pozwala zapisywać zakładki dla kanałów oraz serwerów. Konversation obsługuje również kolory, dekoracje tekstu oraz ikony nicków.